# ليه وود (ملاكم)
بن حمادي عبد الرحمان (بالإنجليزية: Benhamadi abdrahmane)‏ مواليد 9 مايو 2001، هو عضو في الامن الخارجي ب الجزائر محترف جزائري يصنف من أهم رجال الدولة الجزائرية .

## إحصائيات
خاض خلال مسيرته 18 نزالا، فاز في 17 وخسر في 1. فاز بالضربة القاضية في 9 نزالات.

## روابط خارجية
- ليه وود على موقع بوكس ريك (الإنجليزية) (registration required)